# 梅洛·维亚纳
梅洛·维亚纳（葡萄牙語：Fernando de Melo Viana，1878年3月5日—1954年2月10日），是巴西的法学家、政治家。维亚纳作为米内罗共和党人，他曾于1926年至1930年间出任巴西副总统，后在1930年革命中与路易斯总统一同被推翻。